# 시라카와정 (후쿠시마현)
시라카와정(白河町)은 후쿠시마현 니시시라카와군에 존재했던 정이다.

## 개요
현재의 시라카와시는 1949년에 신설 합병으로 성립한 시로, 본 정과는 별개의 자치단체다.

## 지리
현재의 시라카와시, 구 시라카와시의 중부에 위치한다.
마을 안에는 아부쿠마강이 흐르고 있다.

## 역사
- 1889년 4월 1일 - 정촌제 시행에 의해 시라카와정이 단독으로 정제를 시행해, 니시시라카와군 시라카와정이 성립하였다.
- 1949년 4월 1일 - 오누마촌과 합병해 시라카와시가 성립하여, 동일 시라카와정이 폐지되었다.

변천사
| 1868년 이전 | 1868년 이전      | 메이지 9년 | 메이지 22년 4월 1일 | 메이지 24년 4월 1일 | 현재       |
| ----------- | ---------------- | ---------- | ------------------- | ------------------- | ---------- |
|             | 신정             | 시라카와정 | 시라카와정          | 시라카와시          | 시라카와시 |
|             | 텐진정           | 시라카와정 | 시라카와정          | 시라카와시          | 시라카와시 |
|             | 나카마치         | 시라카와정 | 시라카와정          | 시라카와시          | 시라카와시 |
|             | 혼마치           | 시라카와정 | 시라카와정          | 시라카와시          | 시라카와시 |
|             | 사쿠라마치       | 시라카와정 | 시라카와정          | 시라카와시          | 시라카와시 |
|             | 요코마치         | 시라카와정 | 시라카와정          | 시라카와시          | 시라카와시 |
|             | 주몬지촌         | 시라카와정 | 시라카와정          | 시라카와시          | 시라카와시 |
|             | 나쓰나시촌       | 시라카와정 | 시라카와정          | 시라카와시          | 시라카와시 |
|             | 奉公人닛타촌     | 시라카와정 | 시라카와정          | 시라카와시          | 시라카와시 |
|             | 学田新田村の一部 | 시라카와정 | 시라카와정          | 시라카와시          | 시라카와시 |

## 인구・세대

### 인구
총수 [단위： 명]
| 1889년 | 10,916 |
| 1920년 | 18,655 |
| 1947년 | 27,854 |

### 세대
총수 [단위： 세대]
| 1920년 | 3,399 |
| 1947년 | 5,830 |

## 경제

### 산공업
- 스가마 가헤이타(은행업)
- 스가마 지에몬(아자부쿠로 상인)
- 사쿠마 헤이사부로(철물상)
- 헤노미 코노키치(미곡상)
- 이와부치 야시치로(주조업)
- 오시마 구시로쿠(양조업)
- 가와세 사쿠베에(양조업)
- 후지타 야고베(양조업)

## 교통

### 철도
- 일본국유철도
  - ■도호쿠 본선

### 도로
- 국도 4호선

## 참고문헌
- 交詢社編『日本紳士録 第31版』交詢社、1927年。
- 角川日本地名大辞典編纂委員会『角川日本地名大辞典 7 福島県』、角川書店、1981年 ISBN 。4040010701、238、388、444、451、452、464、491、492、532、557、605、606、616、732、797、847、968頁。
- 日本加除出版株式会社編集部『全国市町村名変遷総覧』、日本加除出版、2006年、ISBN 4817813180、165頁。